# Tudor Arghezi
Tudor Arghezi (Bukarest, 1880. május 21. – Bukarest, 1967. július 14.) román költő, prózaíró, műfordító, publicista. Eredeti neve Ion N. Theodorescu volt, írói álnevét, ahogy saját maga elmondta, az Argeș folyó ókori nevéből – Argesis – vette. Más kritikusok szerint két híres eretnek, Arius és Géza(?), nevének egyesítéséből ered. Egy újabb, Ferenczes István által végzett kutatás szerint a hivatalosan a dajkájaként számon tartott, valójában vér szerinti édesanyja, a székely Ergézi Rozália nevének románosított alakját vette fel álnévként.

## Élete
1891-ben végezte el a Szent Sava kollégiumot Bukarestben, aztán rögtön munkába állt, hogy ki tudja fizetni a tanulmányait. 1896-ban debütált, mint költő, amikor verseit az Alexandru Macedonski által szerkesztett Liga Ortodoxă (Keleti Szövetség) folyóirat közölte, még Ion Theo álnéven. Röviddel ezután így nyilatkozott Macedonski a fiatal költőről:
"Ez az ifjú, abban a korban, amelyben én csak gagyogtam a verset, határtalan merészséggel szakított minden olyan verselési technikával és minden olyan képi és eszmei közhellyel, amelyeket eddig nálunk és külföldön a költészet és művészet csúcsának tekintettek, mégis, merészségét mindmáig a legragyogóbb siker koronázza."
Költészetére hatott a szimbolizmus és más irodalmi irányzatok (mint például a bécsi szecesszió), ezért mondható Arghezi modern költőnek. 1899-ben szerzetes lett, de öt évi paposkodás után elöljárói a fribourgi katolikus egyetemre küldték, ahol hátat fordított az egyháznak és 1910-ig felváltva Genfben és Párizsban élt. 1910-ben visszatért Romániába és szocialista lapok munkatársaként számos verset, politikai gúnyrajzot, illetve vitacikket írt, köztük a költői pályája határköveként számon tartott Rugă de seară. (Esti ima) című verset. Ugyancsak ekkor kezdte írni tablettáknak nevezett prózai-publicisztikai írásait, amelyekből később sajátos – határozott állásfoglalású, kíméletlen szatírájú – műfaja fejlődött ki.
Ezután Arghezi kiváló műkritikus lett és védelmébe vette a szklerózis multiplexben szenvedő Ștefan Luchian román festőt, akit csalással vádoltak (az a gyanú merült fel ellene, hogy ő nem tud többet festeni, de megengedi, hogy mások munkáját ő írhassa alá) 
Az első világháború kitörése után a liberális kormány ellen írt cikkeket. 1918–1919 között a Văcărești-i börtönbe zárják árulás vádjával (többek közt Ioan Slavici-csal). 1927-ben jelent meg, viszonylag későn, 47 évesen, első önálló verseskötete Cuvinte potrivite (Illő igék) címmel. 1929-ben megjelenik első prózai könyve, a címe Icoane de lemn (Szentképek fából).
Ekkori költészetét és prózáját hit és tagadás, kétely és bizonyosságkeresés kettőssége, az emberi lét végső értelmének fürkészése jellemzi. Formavilágában a modern kifejezésformákból s a népköltészet és az ortodox vallásosság forrásaiból merít. Ochii Măicii Domnului (A Boldogasszony mosolya) című regénye még vallásos témáról szólt, de már a Cimitirul Buna-vestire (Boldogasszony-temető) és a Lina (A virágáruslány) címűekben a politikai szatírákhoz hasonlóan bírálta a Román Királyság közéletének romlottságát. Újraéledt korábbi lapja, a Bilete de papagal (1929–1930; 1937–1938) Informația Zilei névvel, amelyben 1943-ban közölte a bukaresti német követhez, Manfred von Killingerhez, a Baroane! (Báró uram!) című gúnyiratát, leleplező nyílt levelét. A hatóságok azonnal beszüntették a lapot és Arghezit bírósági tárgyalás nélkül bebörtönözték a Târgu Jiuhoz közeli lágerbe. 1944-ben szabadult ki, nem sokkal az Antonescu-rezsim bukása után. 1948-tól kezdve a kommunista hatalom ünnepelt költője, kitüntették különböző címekkel és díjakkal, a Román Akadémia tagjává választották.
1967-ben halt meg, a kormány nagy pompával és ünnepélyességgel temette felesége mellé. Háza ma múzeum, amit lánya, Mitzura, tart fenn.

## Művei
- Cuvinte potrivite (Illő igék), versek, 1927
- Icoane de lemn (Szentképek fából), tabletták, 1929
- Poarta neagră (A fekete kapu), tabletták, 1930
- Flori de mucegai (Penészvirágok), versek, 1931
- Cartea cu jucării, verses elbeszélések gyerekeknek
- Tablete din Țara de Kuty (Írások Kutyaországból), szatirikus utópia, 1933
- Ochii Maicii Domnului (A Boldogasszony mosolya), 1934
- Cărticica de seară (Estéli könyvecske), versek, 1935
- Cimitirul Buna-Vestire (Boldogasszony-temető), példázatszerű regény, 1934
- Versuri (Versek), 1936
- Ce-ai cu mine vântule?, 1937
- Lina (A virágáruslány), regény, 1942
- Eminescu, kritikai tanulmány, 1943
- Versuri alese (Választott versek), 1946
- Bilete de papagal, 1946
- Prisaca (A méhesben), verses elbeszélések gyerekeknek, 1948
- 1907-Peizaje, 1955
- Pagini din trecut, publicisztika, 1955
- Cântare omului (Ének az emberhez), 1955
- Frunze (Levelek), 1961
- Poeme noi (Új versek), 1963
- Cadențe (Ritmusok), 1964
- Silabe (Szótagok), 1965
- Răzlețe, 1965
- Versuri lungi, 1965
- Ritmuri, 1966
- Litanii, 1967
- Noaptea, 1967
- Auf einem Buch, Gedichte (Pe o carte), Christian W. Schenk in memoriam Tudor Arghezi, ISBN 9798353740667, Erste deutsche Ausgabe: Dionysos – Boppard am Rhein

## Magyarul
- 1907. Tájak és emberek; ford. Szemlér Ferenc; Ifjúsági, Bukarest, 1956
- Két korszak; Népi Demokrácia Frontja, Bukarest, 1957 (Beszélgetés a választókkal)
- A méhesben; ford. Majtényi Erik; Ifjúsági, Bukarest, 1957
- Telehold. Válogatott versek. 1906–1956; bev., ford. Szemlér Ferenc; Irodalmi és Művészeti, Bukarest, 1958
- A Kárpátok; előszó Tudor Arghezi, bev. Mihai Iancu; Meridiane, Bukarest, 1961 (Romániai tájak)
- Testamentom. Válogatott versek; vál., előszó, jegyz. Domokos Sámuel, ford. Áprily Lajos et al.; Európa, Bp., 1961
- Morzsányi tavasz; ford. Jánosházy György; Ifjúsági, Bukarest, 1962 (Napsugár könyvek)
- Arghezi legszebb versei; ford. Áprily Lajos et al., előszó Mihai Beniuc; Ifjúsági, Bukarest, 1962
- Arghezi–Brecht–Quasimodo: Versek; vál., ford., utószó Lőrinczi László; Irodalmi Kiadó, Bukarest, 1963
- Ötperces mese. Prózai írások; ford., bev. Jánosházy György; Irodalmi, Bukarest, 1963
- Jó reggelt, kikelet!; Ifjúsági, Bukarest, 1965
- A virágáruslány. Regény; ford. Papp Ferenc; Irodalmi, Bukarest, 1968 (Román írók)
- Boldogasszony temető. Poéma. Regény; ford. Papp Ferenc; Irodalmi, Bukarest, 1969
- A nyúl és a ponty; ford. Kányádi Sándor; Ifjúsági, Bukarest, 196?
- A tolvaj; ford. Kányádi Sándor; Ifjúsági, Bukarest, 196?
- A kócparipa; ford. Kányádi Sándor; Ifjúsági, Bukarest, 196?
- Egy mozdony és egy állomás; ford. Kányádi Sándor; Ifjúsági, Bukarest, 196?
- A boríték; ford. Kányádi Sándor; Ifjúsági, Bukarest, 196?
- Büntetés; ford. Kányádi Sándor; Ifjúsági, Bukarest, 196?
- Az első csalódás; ford. Kányádi Sándor; Ifjúsági, Bukarest, 196?
- Koko és a cica; ford. Kányádi Sándor; Ifjúsági, Bukarest, 196?
- Hét jó testvér; szöveg Tudor Arghezi, rajz Clelia Ottone, ford. Kányádi Sándor; Creangă, Bukarest, 1970
- A Boldogasszony mosolya. Költemény prózában. Regény; ford. Lőrinczi László; Európa, Bp., 1972
- Illő igék. Versek; bev. Constantin Cublesan, vál., függelék Máthé Gábor; Dacia, Kolozsvár-Napoca, 1980
- Ének az emberről; ford. Szemlér Ferenc, fotó Bartha Árpád; Kriterion–Európa, Bukarest–Bp., 1980
- Szomjas vagyok; ford., vál. Lőrinczi László, utószó Zirkuli Péter; Európa, Bp., 1980 (Napjaink költészete)
- A világ szája; ford. Kányádi Sándor; Móra, Bp., 1985
- Lőrinczi László: Szezám hét költőhöz. Műfordítások Mihai Eminescu, Tudor Arghezi, Federico Garcia-Lorca, Bertolt Brecht, Giuseppe Ungaretti, Salvatore Quasimodo és Cesare Pavese verseiből; közrem. Bántó Anikó, Bántó István; Arvin Press, Bucureşti, 2003